# Tanya Huff
Tanya Huff (Halifax, 26 settembre 1957) è una scrittrice canadese.

## Biografia
Nata ad Halifax nel 1957, vive e lavora nelle zone rurali dell'Ontario.
Laureata in Radio e Televisione all'Università Ryerson, dopo aver lavorato in un negozio di giochi, il successivo impiego in una libreria di fantascienza l'ha incentivata alla scrittura, sforzo premiato nel 1985 con la vendita del racconto Third Time Lucky all'editore di Amazing Stories.
Da allora ha pubblicato numerosi romanzi fantasy per ragazzi e adulti spesso incentrati su temi vampireschi.
5 volte finalista ai Locus Award, nel 2007 la sua collana di libri Blood Books ha fornito il soggetto per la serie TV Blood Ties.

## Opere

### Keeper's Chronicles
- Summon the Keeper (1998)
- The Second Summoning (2001)
- Long Hot Summoning (2003)

### Quarters series
- Sing the Four Quarters (1994)
- Fifth Quarter (1995)
- No Quarter (1996)
- The Quartered Sea (1999)

### Wizard Crystal series
- Child of the Grove (1988)
- The Last Wizard (1989)

### Blood Books
- Il prezzo del sangue (Blood Price, 1991), Milano, Delos Books, 2007 traduzione di Annarita Guarnieri ISBN 978-88-89096-70-3.
- Tracce di sangue (Blood Trail, 1992), Milano, Delos Books, 2008 traduzione di Annarita Guarnieri ISBN 978-88-95724-02-7.
- Linee di sangue (Blood Lines, 1992), Milano, Delos Books, 2008 traduzione di Annarita Guarnieri ISBN 978-88-95724-22-5.
- Patto di sangue (Blood Pact, 1993), Milano, Delos Books, 2008 traduzione di Annarita Guarnieri ISBN 978-88-95724-38-6.
- Debito di sangue (Blood Debt, 1997), Milano, Delos Books, 2009 traduzione di Annarita Guarnieri ISBN 978-88-95724-38-6.
- La banca del sangue (Blood Bank, 2008), Milano, Delos Books, 2010 traduzione di Annarita Guarnieri ISBN 978-88-95724-89-8.

### Smoke Books
- Smoke and Shadows (2004)
- Smoke and Mirrors (2005)
- Smoke and Ashes (2006)

### Valor Confederation
- A Confederation of Valor (2006)
- Valor's Choice (2000)
- The Better Part of Valor (2002)
- The Heart of Valor (2007)
- Valor's Trial (2008)
- The Truth of Valor (2010)
- An Ancient Peace (2015)
- A Peace Divided (2017)
- The Privilege of Peace (2018)

### Enchantment Emporium
- L'emporio degli incanti (The Enchantment Emporium, 2009), Milano, Delos Books, 2010 traduzione di Annarita Guarnieri ISBN 978-88-95724-96-6.
- Potere selvaggio (The Wild Ways, 2011), Milano, Delos Books, 2012 traduzione di Annarita Guarnieri ISBN 978-88-6530-192-0.
- The Future Falls (2014)

### Altri romanzi
- Gate of Darkness, Circle of Light (1989)
- The Fire's Stone (1990)
- Scholar of Decay (1995)
- The Silvered (2012)

### Raccolte di racconti
- What Ho, Magic! (1999)
- Relative Magic (2003)
- Stealing Magic (2005)
- Finding Magic (2007)
- Third Time Lucky: And Other Stories of the Most Powerful Wizard in the World (2015)

## Adattamenti televisivi
- Blood Ties serie TV 2 stagioni (2007-2008)

## Premi e riconoscimenti
- Premio Locus per il miglior romanzo dell'orrore e dark fantasy: 1992 finalista con Blood Price